# Coelichneumon merula
Coelichneumon merula är en stekelart som först beskrevs av Berthoumieu 1894.  Coelichneumon merula ingår i släktet Coelichneumon och familjen brokparasitsteklar. Inga underarter finns listade i Catalogue of Life.